# Autriche au Concours Eurovision de la chanson 1971
L'Autriche a participé au Concours Eurovision de la chanson 1971 le 3 avril à Dublin. C'est la 13e participation de l'Autriche au Concours Eurovision de la chanson, retournant après s'être retiré en 1969.
Le pays est représenté par la chanteuse Marianne Mendt et la chanson Musik, sélectionnées en interne par l'ORF.

## Sélection interne
Le radiodiffuseur autrichien, Österreichischer Rundfunk (ORF), choisit en interne l'artiste et la chanson représentant l'Autriche au Concours Eurovision de la chanson 1971.
Lors de cette sélection, c'est la chanson Musik interprétée par Marianne Mendt, qui fut choisie avec Robert Opratko comme chef d'orchestre.
| Ordre | Artiste        | Chanson | Langue            |
| ----- | -------------- | ------- | ----------------- |
| 1     | Marianne Mendt | Musik   | Allemand viennois |

## À l'Eurovision
Chaque pays a un jury de deux personnes. Chaque juré attribue entre 1 et 5 points à chaque chanson.

### Points attribués par l'Autriche
| 7 points | Irlande Suède                                             |
| 6 points | Allemagne Pays-Bas Yougoslavie                            |
| 5 points | Suisse                                                    |
| 4 points | Espagne Finlande Italie Malte Monaco Portugal Royaume-Uni |
| 3 points | Belgique France Norvège                                   |
| 2 points | Luxembourg                                                |

### Points attribués à l'Autriche
| 10 points                     | 9 points              | 8 points                                                        | 7 points                        | 6 points           |
| ----------------------------- | --------------------- | --------------------------------------------------------------- | ------------------------------- | ------------------ |
|                               |                       |                                                                 | - Allemagne                     | - Irlande - Italie |
| 5 points                      | 4 points              | 3 points                                                        | 2 points                        |                    |
| - Monaco - Norvège - Portugal | - Suède - Yougoslavie | - Belgique - Finlande - France - Malte - Pays-Bas - Royaume-Uni | - Espagne - Luxembourg - Suisse |                    |

Marianne Mendt interprète Musik en 1re position lors de la soirée du concours, précédant Malte.
Au terme du vote final, l'Autriche termine 16e sur les 18 pays participants, ayant reçu 66 points au total,.